# Філіпп Рейс
Йоганн Філіпп Рейс (нім. Johann Philipp Reis, 7 січня 1834 — 14 січня 1874) — німецький фізик і винахідник, першим у 1860 році сконструював електричний телефон, який на його честь нині називається телефоном Рейса. Уперше цей винахід було продемонстровано публіці 25 жовтня 1861 року.

## Дитинство і юність

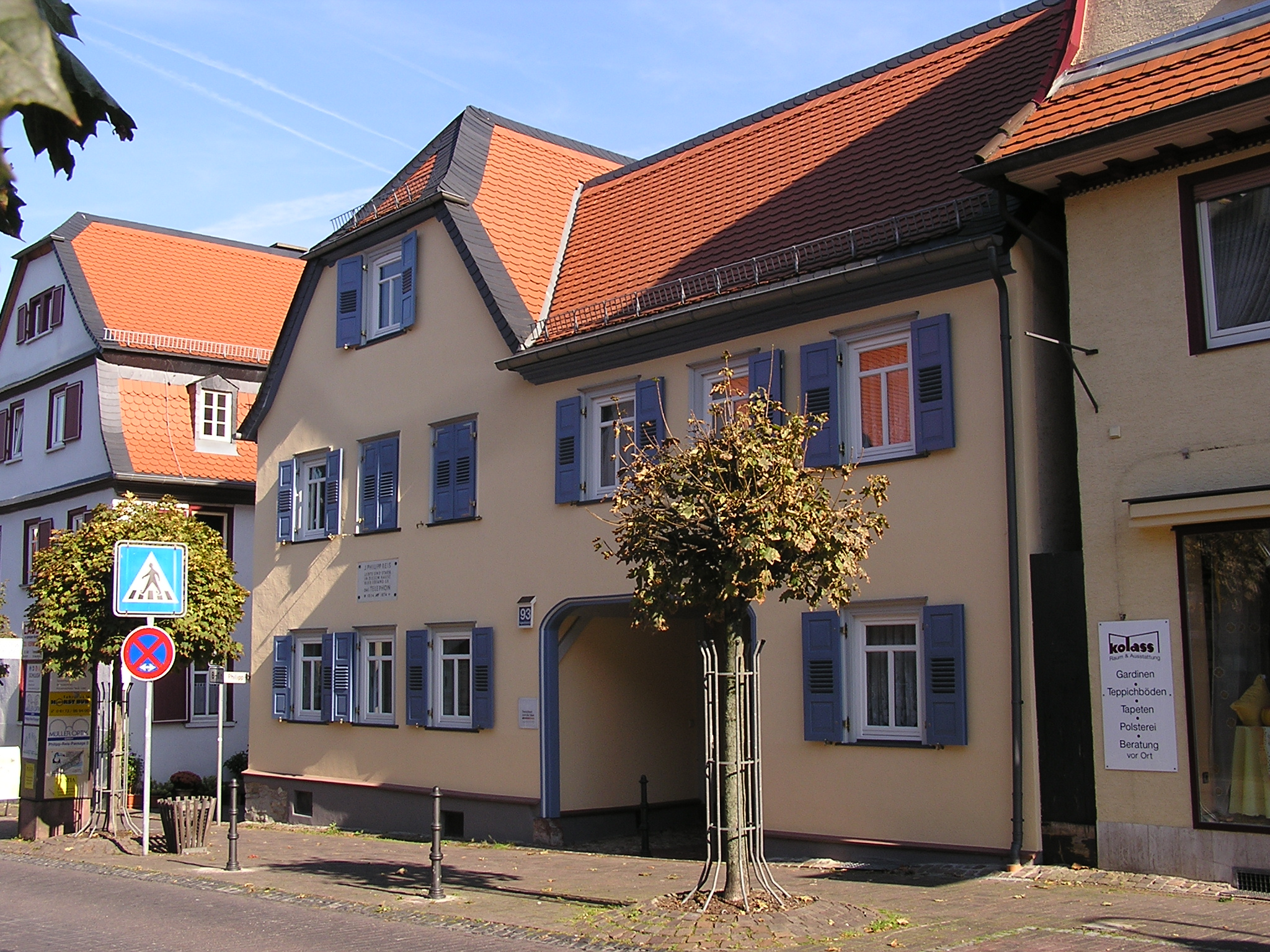
Будинок Рейса в Фрідріхсдорфі (зараз музей).

Рейс народився в Гельнгаузені, Німеччина. Про його походження досі ведуться суперечки. Мати Філіппа померла, коли той був ще немовлям, і вихованням дитини займалася його бабуся по батьківській лінії. Це була начитана, розумна, віруюча жінка. У віці шести років Філіппа відправили на навчання до Кассельської школи. Тут його здібності привернули увагу викладачів, і батькові Філіппа порадили віддати сина до коледжу. Батько помер, коли дитині не виповнилося й десяти років, але бабусі Рейса за допомогою його опікунів вдалося віддати Філіпа до Інституту Гарньєра в Фрідріхсдорфі, де той проявив інтерес до іноземних мов і незабаром оволодів англійською та французькою.
У 14 років Рейс вступив до Гассельського інституту в місті Франкфурт-на-Майні, де освоїв також латинь та італійську мову. Філіпп виявляв дедалі більший інтерес до науки, і його опікунам порадили відправити підлітка в політехнічну школу Карлсруе; проте один із них, дядько Філіппа, хотів, щоб той став торговцем, і 1 березня 1850 року Рейса проти його бажання було визначено учнем у фірму з продажу фарб Дж. Ф.Бейербаха. Філіп обіцяв дядькові займатися обраною для нього справою, але при цьому він не покидав своїх занять наукою.
Завдяки старанній роботі Філіпп завоював повагу Бейербаха, а в свій вільний час брав приватні уроки математики й фізики, відвідував лекції з механіки професора Р.Боттгера в Школі торгівлі. Коли практика Рейса в торговому ремеслі закінчилася, він почав займатися в інституті доктора Поппе у Франкфурті. Тут не викладалися такі предмети, як історія та географія, тому деякі студенти навчали основ цих наук один одного; таким чином Рейс почав викладати географію, вважаючи це своїм покликанням. Також у цей час він став членом Товариства фізиків у Франкфурті.
У 1855 році Рейс завершив військову службу в Касселі і повернувся до Франкфурта, де почав викладати математику та інші науки, даючи приватні уроки й читаючи публічні лекції. Рейс хотів вступити до Гейдельберзького університету, але в 1858 році його давній друг і вчитель Гофрад Гарньєр запропонував Філіпу посаду в Інституті Гарньєра.
14 вересня 1859 року Рейс одружився й незабаром переїхав до Фрідріхсдорфа, щоб розпочати тут кар'єру вчителя.

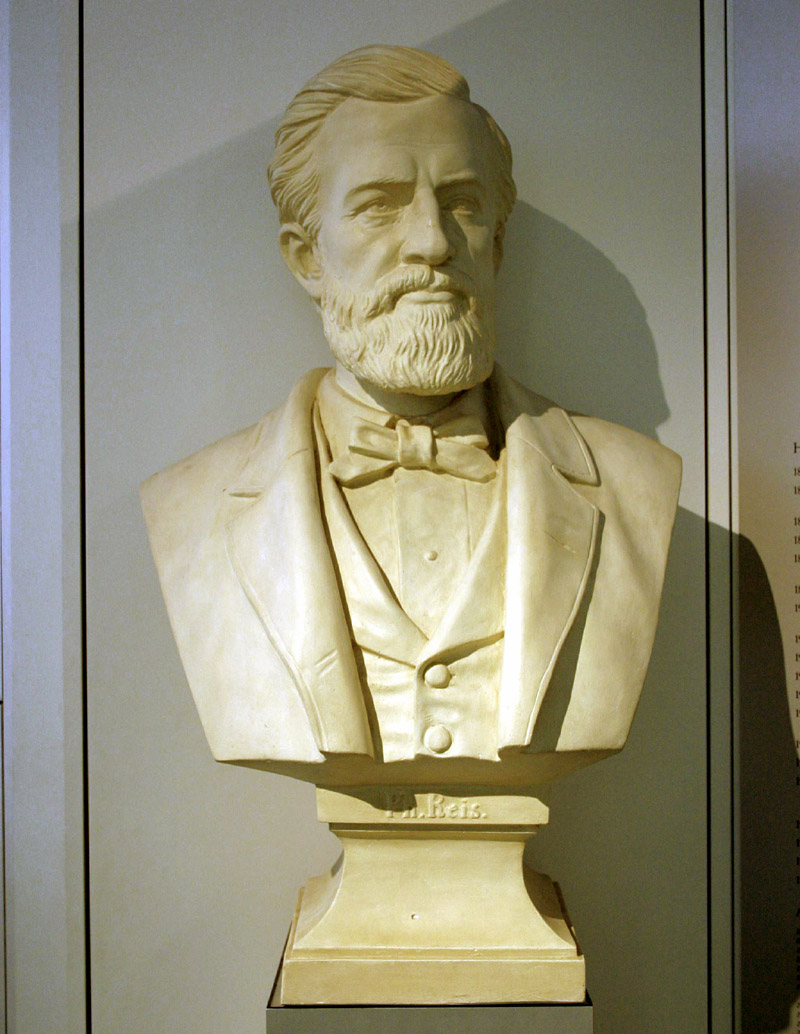
Бюст Рейса в Німецькому музеї (Мюнхена).

## Винайдення телефону
Рейс вважав, що електрика поширюється на відстані подібно до світла, без матеріальних провідників, і поставив кілька дослідів по своїй теорії. Результати експериментів були описані Рейсом у статті «У променях енергії», яка в 1859 році була надіслана професору Поггендорффу для включення у відомий журнал «Annalen der Physik». На величезне розчарування Рейса, рукопис був відхилений.
Ідея передачі звуку за допомогою електрики з'явилася тоді, коли Рейс вивчав органи слуху, і обмірковувалася ним протягом декількох років. У 1860 році Рейс сконструював перший прототип телефону, здатний передавати звук на відстань до 100 метрів. У 1862 році Філіп знову написав Поггендорффу — цього разу з проханням опублікувати доповідь про винайдений ним апарат, але і ця доповідь була відкинута. Професор Поггендорфф заперечував можливість передачі голосу на відстані як нездійсненну мрію, але Рейс вважав, що його статті відкидаються лише тому, що він — простий шкільний учитель.
Винахід, названий Рейсом Telephon, було продемонстровано багатьом людям, зокрема Вільгельму фон Легату, інспекторові Королівського корпусу Прусського телеграфа, але великої зацікавленості Рейс не зустрів. У 1872 році апарат був представлений у США професором Вандервайдом, де викликав набагато більший інтерес. Серед тих, хто побачив перший телефон, були Томас Едісон, представники Белла та компанії «Western Union». Через визнання професора Девіда Хьюза, одного з винахідників вугільного мікрофона, при тестуванні ним телефону Рейса в 1865 році в Санкт-Петербурзі, він зміг «успішно передати й прийняти всі музичні тони й кілька вимовлених слів». Апарат Рейса став відправною точкою для подальших розробок Белла, Едісона і Берлінера в цій галузі.

## Останні роки

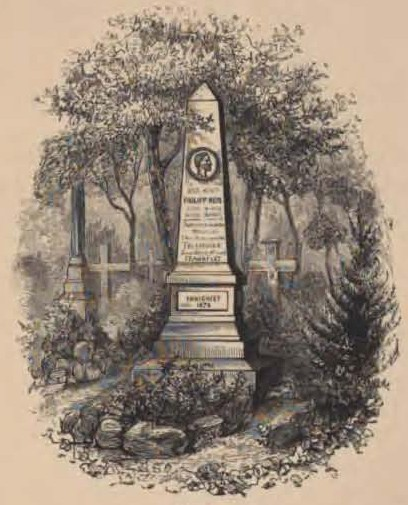
Могила Рейса в Фрідріхсдорфі

Рейс перестав давати уроки й зайнявся вивченням наукових проблем, але стан його здоров'я незабаром став серйозною перешкодою; проте Рейс не полишав своїх занять. Хвороба вразила легені Рейса, і він почав втрачати голос. Влітку 1873 року йому довелося залишити навчання на кілька тижнів. Восени стан Філіппа трохи покращився, і він повернувся до викладання, але ненадовго. У вересні Рейс повинен був представляти нову гравітаційну машину на з'їзді німецьких природознавців у Вісбадені, але не зміг через хворобу. У грудні він остаточно зліг і після тривалої і болісної хвороби помер у січні 1874 року о п'ятій годині вечора.
Рейс писав, що дякує Богу за своє життя.
Філіпп Рейс був похований на цвинтарі Фрідріхсдорфа, і в 1878 році, після винайдення телефону, члени Общини фізиків Франкфурта встановили на його могилі обеліск з червоного пісковику з його портретом.